# Hanoi Rocks
Hanoi Rocks — финская рок-группа, основанная в 1979 году и получившая наибольшую известность в начале 1980-х. Группа была расформирована в 1985 году после смерти барабанщика Николаса «Раззла» Дингли. В 2001 году члены «классического» состава Hanoi Rocks Майкл Монро и Энди Маккой пригласили новых участников и возобновили деятельность, просуществовав до 2009 года.

## История

### Ранний период (1979—1980)
Группа Hanoi Rocks была основана в Хельсинки в 1979 году Майклом Монро (Матти Фаярхолм) и его другом Энди Маккоем (Антти Хулкко). Несмотря на то, что Маккой являлся одним из основателей, он не вошел в первоначальный состав в связи с занятостью в другой финской группе, Pelle Miljoona Oy, где он был гитаристом.
Изначальный состав Hanoi Rocks состоял из вокалиста Майкла Монро, бывшего гитариста Pelle Miljoona Oy Стефана Пайснэка, старого друга Монро — гитариста Нэсти Суисайда (англ. Nasty Suicide), бас-гитариста Недо Соининена и барабанщика Печи Сиролы. К 1980 году на замену Сиролы встал Туммпи Варонен.
Группа начала выступать в финских клубах, исполняя песни из репертуаров Cheap Trick («He’s a Whore»), The Police («Born in the 50’s»), MC5 («Looking at You»), а также собственные песни Монро и Маккоя. На одном из первых выступлений музыканты встретили Сеппо Вестеринена, который после переговоров с группой стал их менеджером. В конце 1980 года Энди Маккой ушел из Pelle Miljoona Oy, встав на замену Стефана Пайснэка, арестованного за хранение наркотиков. Позднее в группу также вошел бас-гитарист Pelle Miljoona Oy Сэм Яффа, заменив Соининена. К этому периоду Туммпи Варонен покинул Hanoi Rocks и, когда группа переместилась в Стокгольм, на его место встал старый друг Монро и Маккоя — барабанщик Джип Касино.

### Первые записи, Стокгольм и Лондон (1980—1981)
Когда группа переехала в Стокгольм, большинству её участников приходилось жить на улице и просить денег у проходящих мимо людей, в то время как Энди Маккой жил вместе со своей богатой девушкой. В ноябре 1980 года Hanoi Rocks заключили сделку с лейблом Johanna Kustannus, после чего был выпущен дебютный сингл под названием «I Want You / Kill City Kills». «I Want You» являлась новой версией шведской песни «Jag ha vill dig», созданной Энди Маккоем. «Kill City Kills» была также написана Маккоем во время прогулки по финскому кварталу, названному Kill City. Несмотря на то, что Джип Касино был барабанщиком в Hanoi Rocks, он не принимал участия в записи сингла, так как уже записывался с другой группой в Стокгольме.
31 декабря 1980 года группа выступила в небольшом финском городе Виррат. Выступление послужило началом длинного тура по Финляндии, состоящего из 102 концертов, который проходил с января 1981 года. Этот тур сформировал характерный для группы энергичный и беспорядочный стиль исполнения, не сразу понравившийся окружающим.
В феврале 1981 года был выпущен второй сингл группы — «Tragedy / Café Avenue». Обе песни написал Энди Маккой в возрасте 15 и 16 лет. Дебютный альбом группы, спродюсированный «The Muddy Twins» (Монро и Маккой), увидел свет в том же месяце и получил название «Bangkok Shocks, Saigon Shakes, Hanoi Rocks». Альбом был положительно воспринят и занял пятое место в финском хит-параде.
Hanoi Rocks продолжили выступать в Финляндии и Швеции, а в сентябре 1981 года переехали в Лондон. Участники начали записывать новый материал для второго альбома. 21 ноября 1981 года группа выступила в известном лондонском клубе Marquee. В конце ноября участники снова вернулись в Финляндию, где выпустили сингл «Desperados / Devil Woman». Следующий сингл был выпущен в декабре того же года, получив название «Dead By X-Mas / Nothing New».

### Oriental Beat,Self Destruction Bluesи приход Раззла (1982)
В январе 1982 года Hanoi Rocks записали первые видеоклипы к песням «Tragedy», «Oriental Beat» и «Motorvatin'». Второй альбом группы, названный «Oriental Beat», был выпущен в том же месяце. Оценка критиков и редакторов музыкальных журналов, включая Sounds и Kerrang!, была преимущественно положительной. С этого момента в Kerrang! начали публиковать информацию о карьере группы, что длилось на протяжении 1980-х. Весной 1982 года Hanoi Rocks выступили в Швеции, в Японии вышел сингл «Tragedy», а в мае увидел свет очередной сингл «Love’s An Injection / Taxi Driver». В июне 1982 года группа переместилась в Лондон на постоянной основе, все ещё имея проблемы с деньгами. Беспорядочный образ жизни Нэсти Суисайда выходил из-под контроля и влиял на его игру, в связи с чем Маккой планировал заменить Суисайда на гитариста Рене Берга. В то же время на шоу Джонни Сандерса Майкл Монро познакомился с поклонником «Hanoi Rocks», называвшим себя Раззлом. Позднее Раззл узнал, что Монро являлся вокалистом группы и, побывав на нескольких концертах, рассказал участникам о своем желании стать их барабанщиком. Маккой и Монро вскоре исключили Джипа Касино, чья наркозависимость приводила к депрессиям и суицидальным тенденциям, а Раззла приняли в группу.
Третий студийный альбом группы, «Self Destruction Blues», вышел в августе 1982 года в Великобритании. Фотография Раззла была на его обложке, но он не участвовал в записи, так как альбом состоял из старых синглов. В октябре «Self Destruction Blues» появился в Финляндии, после чего песня «Love’s An Injection» находилась на первом месте финских чартов на протяжении недели. Также группа заключила контракт с японской звукозаписывающей компанией Nippon Phonogram.
Позднее участники группы заявили, что если бы Раззл не присоединился к ним, то Hanoi Rocks бы распались.

### Турне по Азии,Back to Mystery Cityи контракт с CBS (1983)
1983 год стал успешным для Hanoi Rocks. Группа завоевала внимание публики в Англии, в основном благодаря усилиям их второго менеджера — Ричарда Бишопа. Кроме того, Hanoi Rocks набрали популярность в Японии и были близки к выходу на американский рынок.
К январю 1983 года группа возобновила концертную деятельность, проведя часть выступлений в странах Азии. Турне по Азии описывалось многими британскими журналами, а Hanoi Rocks попали на обложку еженедельника Sounds. Первый азиатский концерт проходил в Бомбее и окончился беспорядками, после чего были даны концерты в Гонконге, городах Японии и Вьетнаме. Группа была очень популярна в Японии, где поклонники приходили в гостиницы, чтобы увидеть музыкантов, билеты на концерты продавались по высоким ценам, а некоторые таксофоны в Токио играли песни Hanoi Rocks.
В марте группа вернулась в Лондон для записи четвёртого альбома. Позднее, в первую неделю апреля, участники отправились в Израиль, но поездка не привела к успеху. Майкл Монро не мог выйти из гостиницы в связи со своим сравнительно необычным внешним видом: местные жители считали его неприлично одетой женщиной и собирались вокруг, иногда плюя в него. Кроме того, Нэсти Суисайд сломал лодыжку, а громкий стиль игры группы не понравился израильтянам. В конце весны Hanoi Rocks выступили в Лондоне и Норвегии, а в преддверии нового альбома был выпущен сингл «Malibu Beach / Rebel On The Run». Четвёртый альбом группы, «Back to Mystery City», вышел вскоре после этого и занял 87 место в британском хит-параде. В Англии записи группы издавались лейблом Сеппо Вестеринена и Ричарда Бишопа Lick Records, а в Финляндии — Johanna Kustannus. После выхода альбома Hanoi Rocks выступали в этих странах до июня 1983 года, когда был заключен контракт с компанией CBS на £150000.

### Боб Эзрин иAll Those Wasted Years(1983—1984)
В августе 1983 года Hanoi Rocks выпустили сингл «Until I Get You / Tragedy» и макси-сингл «Until I Get You / Tragedy / Oriental Beat». 13 августа Lick Records впервые издали все три альбома группы в Великобритании. На следующий день участники выступили на рок-фестивале Ruisrock в финском городе Турку. Перед концертом Майкл Монро дал интервью радиовещательной компании YLE, где рассказал о том, что Маккой и Суисайд больше не могли контролировать свою тягу к алкоголю. Также он отметил, что сам не выпивал и не использовал наркотики. В октябре 1983 года легендарный продюсер Боб Эзрин прилетел из США, чтобы увидеть выступление Hanoi Rocks в Лондоне, а в декабре было объявлено о том, что он будет работать над следующим альбомом группы.
В сентябре участники начали готовиться к выпуску пятого студийного альбома. Песни, над которыми работали участники, состояли из «Two Steps From The Move», «Never Get Enough» (ранняя версия «Million Miles Away»), «I Can’t Get It», «Keep Our Fire Burning», а также «Bad Love» и «Teenage Revolution». Рабочее название альбома было «Silver Missiles and Nightingales», а его выпуск был намечен на 16 февраля 1984 года.
19 и 20 декабря Hanoi Rocks снова выступили в клубе Marquee, а запись этих выступлений послужила основой для концертного альбома «All Those Wasted Years», изданного в начале 1984 года.

### Two Steps from the Move(1984)

«Классический» состав Hanoi Rocks: Раззл, Нэсти Суисайд, Майкл Монро, Энди Маккой и Сэми Яффа

В конце января 1984 года Боб Эзрин и Энди Маккой вылетели в Торонто для работы над новыми песнями. Остальные участники Hanoi Rocks присоединились к ним через несколько дней. Пребывая в Торонто, группа уделяла много времени репетициям и созданию песен. Музыканты имели плотный график, поэтому многие сессии были изнурительными для них. Эзрин в это время пригласил участника Mott the Hoople Иэна Хантера для помощи в написании песен. Первые звукозаписывающие сессии начались 20 февраля 1984 года в студии Record Plant в Нью-Йорке, во время которых были сыграны барабанные, бас-гитарные и некоторые гитарные партии. После этого группа вернулась в Торонто для записи вокальных и оставшихся гитарных партий. Для участия в работе над альбомом Иэн Хантер связался с Джеком Брюсом, а Брюс обратился к Питу Брауну. Браун написал много текстов, но лишь строка «Smoked a lot of sky, drank a lot of rain» была использована группой, став частью песни «Million Miles Away».
К концу апреля новый альбом был почти готов к изданию. Эзрин считал, что альбому не хватало хита, поэтому было принято решение записать кавер-версию песни «Up Around the Bend» группы Creedence Clearwater Revival, которая на тот момент уже нравилась Майклу Монро и Нэсти Суисайду.
В мае 1984 года Hanoi Rocks снова отправились в турне в Бомбей и по Японии. В Японии группа не теряла популярности. Все места в концертных залах были распроданы, а поклонники преследовали группу при каждой возможности.
Турне продолжилось выступлениями в Англии и Шотландии. Британские журналы снова писали о группе и не имели сомнений в успешности готовящегося к выходу альбома. В июне появился сингл «Up Around the Bend / Until I Get You», а к песне «Up Around the Bend» был записан видеоклип, съемка которого проходила в одной из гостиниц Англии. Видеоклип стоил больше, чем любой другой материал, снятый финскими группами, и не был дешёвым по международным меркам. Сингл поднялся на 61 место в британском хит-параде и проигрывался на радиостанциях в Америке.
Закончив концертную деятельность в Англии в июле, Hanoi Rocks выпустили новый альбом, названный «Two Steps from the Move». Его название было изменено в последний момент. В сентябре увидел свет сингл «Underwater World / Shakes», а 8 октября «Two Steps from the Move» вышел в Англии. Сразу после этого группа начала совместное турне с Джонни Тандерсом, которое окончилось большим успехом.
В ноябре появился сингл «Don’t You Ever Leave Me / Oil and Gasoline». К этому времени было продано 200 000 копий нового альбома, большая часть которых была раскуплена в Америке (60 000 копий), Великобритании (50 000) и Финляндии (20 000). В США только за две недели слушатели купили 44 000 копии. Выступив в Швеции, группа отправилась в турне по США. Прошли концерты по западному побережью Соединенных Штатов, а 29 ноября Майкл Монро сломал лодыжку и некоторые запланированные выступления были отменены. 2 декабря 1984 года группа отпраздновала день рождения Раззла и готовилась к поездке в Лос-Анджелес, к которой стремился Раззл. Все билеты на концерты Hanoi Rocks в Лос-Анджелесе были выкуплены менее чем за полчаса, а среди посетителей были будущие участники группы Guns N' Roses Дафф МакКаган и Слэш.

### Смерть Раззла, Europe A-Go-Go,Rock & Roll Divorceи распад (1984—1985)

Страница из номера журнала Kerrang! 1984 года с реакцией на смерть Раззла

8 декабря 1984 года участники Hanoi Rocks, за исключением Майкла Монро, который восстанавливался после перелома лодыжки, были на вечеринке совместно с членами группы Mötley Crüe в доме их вокалиста Винса Нила. У друзей кончились спиртные напитки, после чего Винс Нил и Раззл в состоянии алкогольного опьянения поехали за спиртным на новой спортивной машине Нила. По дороге обратно Нил врезался в другую машину. Раззл вскоре попал в больницу, а в 19:12 было сообщено о его гибели. Выяснилось, что он умер мгновенно во время аварии.
Энди Маккой и барабанщик Mötley Crüe Томми Ли отправились искать Нила и Раззла. Они приехали к месту происшествия, где увидели Винса Нила, сидящего в полицейской машине в наручниках. Им сообщили, что Раззл попал в больницу, где они узнали о его смерти. Маккой связался с менеджером группы Сеппо Вестериненом и остальными участниками и рассказал о произошедшем.
Смерть Раззла оказала сильное влияние на деятельность Hanoi Rocks. Запланированные концерты были отменены, а группа вернулась в Лондон. Единственными выступлениями, которые все же прошли, были концерт в хельсинкском Kulttuuritalo (рус. Дом Культуры) и телепрограмма Europe A-Go-Go. Последнее транслировалось по всей Европе и собрало около 200 миллионов зрителей у телеэкранов. Оба выступления группа посвятила памяти Раззла, также, как и песню «Million Miles Away». В роли барабанщика выступил бывший участник The Clash Терри Чаймс.
В 1985 году, после прошедших выступлений, Сэм Яффа покинул группу в связи с разногласиями с Энди Маккоем. Маккой был готов продолжать работу над Hanoi Rocks, но Монро и Суисайд не были уверены в своих намерениях. На место Сэми Яффа встал бас-гитарист Рене Берг, а Терри Чаймс стал барабанщиком. Монро чувствовал разницу между предыдущим и новым составами и собирался покинуть группу, но сотрудники лейбла уговорили его принять участие в непродолжительном турне по Польше, где песня «Don’t You Ever Leave Me» поднималась в чартах. Майкл Монро согласился на предложение при условии, что не будет выпущено никаких концертных альбомов. Несмотря на это, такой альбом, названный «Rock & Roll Divorce», был выпущен и впоследствии отрицательно оценен менеджерами группы, её участниками и критиками. Рене Берг зачастую называл Hanoi Rocks «своей группой», что привело к его исключению и скорой замене на Тимо Калтио. В таком составе не было дано ни одного концерта, а 17 июня 1985 года Монро официально покинул Hanoi Rocks, что говорило об окончании деятельности группы. В то же время «Don’t You Ever Leave Me» заняла 6 позицию в польских чартах, а Hanoi Rocks не теряли популярности до 1990-х годов, несмотря на распад.

### Возрождение (2001—2007)
В феврале 2001 года Майкл Монро и Энди Маккой впервые со времен 1985 года выступили вместе и исполнили три песни группы: «Malibu Beach Nightmare», «Tragedy» и «Up Around the Bend». Выступление прошло в финском городе Турку. Летом 2001 года участники снова дали несколько совместных концертов.

Основной состав Hanoi Rocks 2000-х годов

После небольшого турне, Монро и Маккой поставили вопрос о реформировании Hanoi Rocks. Сначала Монро сомневался насчет целесообразности такого решения, но в итоге участники договорились реформировать группу. Они называли это перерождением Hanoi Rocks, так как участники предыдущих составов не могли к ним присоединиться. Раззл погиб, Нэсти Суисайд стал фармацевтом, а Сэм Яффа жил в Нью-Йорке и играл на бас-гитаре для New York Dolls. На место барабанщика Монро и Маккой поставили Кари «Лаку» Лахтинена, а на место бас-гитариста — Тимпу Лаине. Оба музыканта ранее работали с Монро над его соло-проектом. Ритм-гитаристом стал Костелло Хаутамяки, игравший также в финской рок-группе Popeda.
Побывав на прошедших концертах, большая часть поклонников с энтузиазмом приняла группу, а в разных странах появились новости о возрождении Hanoi Rocks. Маккой и Монро договорились, что теперь не только Маккой, а они оба будут принимать участие в написании песен. К 2002 году у них набралось достаточно песен для записи альбома и в том же году был выпущен «Twelve Shots on the Rocks». Самыми популярными треками стали «In My Darkest Moment», «Obscured», «People Like Me» и «A Day Late, a Dollar Short», а к двум последним были сняты видеоклипы. Несмотря на то, то альбом был популярен в Финляндии и Японии, Монро и Маккой не присутствовали при его микшировании и, прослушав его, не были довольны результатом. В 2003 году «Twelve Shots on the Rocks» был ремикширован и в него включили две новых песни: «Moonlite Dance» и «Bad News». Участникам понравилась новая версия.
Большую часть 2003 и 2004 годов группа провела в турне. Гитарист Костелло Хаутамяки был вынужден покинуть Hanoi Rocks в связи с занятостью в Popeda и был заменен Стиви Классоном. Классон принял участие в записи сингла «Keep Our Fire Burning», а осенью 2004 года был исключен из группы из-за разногласий с остальными участниками. Бас-гитарист Тимпа Лаине также покинул Hanoi Rocks по семейным обстоятельствам.
В 2004 году оставшиеся участники (Майкл Монро, Энди Маккой и Лаку) отправились в студию для записи следующего альбома. Из-за отсутствия гитариста и бас-гитариста, Монро сперва пришлось самостоятельно играть гитарные партии, но в начале 2005 года был найден новый гитарист Конни Блум. Блум, игравший ранее совместно с Джипом Касино и группой Electric Boys, хорошо вписался в состав Hanoi Rocks. Также к группе присоединился бас-гитарист Энди «A.C» Кристелл, который также пришел из Electric Boys.
30 марта 2005 года альбом был выпущен и назван «Another Hostile Takeover». Реакция на продукт была смешанной. Критикам понравилась его разноплановость и новаторство, но некоторые из старых поклонников и слушатели хард-рока посчитали альбом слишком необычным, а также отличным от ранних записей Hanoi Rocks.
2005 и 2006 годы группа провела в турне по Европе и Азии, что привело к появлению нового поколения поклонников Hanoi Rocks. Новый состав, состоящий из Майкла Монро, Энди Маккоя, Конни Блума, Энди Кристелла и Лаку, стал классическим для 2000-х годов в истории группы.
В 2007 году участники начали работу над третьим альбомом со времен воссоединения — «Street Poetry». В процессе были завершены некоторые песни 1980-х годов, такие как «Teenage Revolution». Впервые в написании песен приняли участие не только Монро и Маккой, но и другие музыканты. Альбом вышел 5 сентября 2007 года, а на первый сингл «Fashion» был снят видеоклип.

### Последний распад (2008—2009)
25 января 2008 года Лаку объявил о своем уходе в группу Popeda. 20 марта началось первое акустическое турне Hanoi Rocks, в ходе которого место барабанщика занимал их настройщик. 25 мая у группы появился новый барабанщик — Джордж Атладжик. Монро и Маккой не написали ни одной песни с 2007 года, работа над группой приостанавливалась, а друзья отдалялись друг от друга. В итоге музыканты опубликовали сообщение о том, что они использовали весь потенциал группы и что работа над ней прекратится.
В конце 2008 года была выпущена автобиографическая книга, названная «All Those Wasted Years». Она описывала карьеру Hanoi Rocks в 1980-х годах, включала в себя редкие фотографии группы и её участников, а также новые интервью с Монро, Маккоем, Нэсти Суисайдом, Джипом Касино, Сеппо Вестериненом, Ричардом Бишопом и многими другими людьми.
Hanoi Rocks объявили о своем намерении провести 8 прощальных концертов за 6 дней в хельсинкском клубе Tavastia. Все билеты на них были проданы, бывший гитарист группы Нэсти Суисайд появился на трех последних выступлениях в качестве специального гостя, а Лаку принял участие в четвёртом выступлении.
Последний из этих концертов был записан и выпущен на DVD под названием «Buried Alive» в конце 2009 года.

## Стиль
Одним из основных объектов влияния на Hanoi Rocks являлась музыка новой волны, в особенности панк-рок, который популяризировался в Финляндии в 1970-х годах. Многие из участников группы были постоянными посетителями Kill City — известного места сбора панков в Финляндии. Заметное влияние на Hanoi Rocks оказали глэм-рок/прото-панк-группа New York Dolls и её гитарист Джонни Тандерс, чьим другом впоследствии стал Майкл Монро. Другие панк-группы, повлиявшие на группу, состояли из The Clash, Ramones и The Stooges. Хард-рок-группы Alice Cooper, The Rolling Stones и Creedence Clearwater Revival также оказали влияние на стиль игры музыкантов. Лично на Маккоя повлияли Марк Болан, Чак Берри и Линк Рей, в то время как Монро больше нравились хард-рок-группы Nazareth, Led Zeppelin и AC/DC.
Группу нередко хвалили за энергичные выступления и стиль игры, который, несмотря на наличие элементов панка, оставался мелодичным. Этот же стиль был впоследствии использован группой Guns N' Roses, на карьеру которой сильно повлияло творчество Hanoi Rocks. В 2000-х годах Hanoi Rocks отошли от своих глэм-панк истоков и их звучание приблизилось к хард-року. В альбоме «Another Hostile Takeover» Маккой использовал много гитарных эффектов, а барабанщик группы, Лаку, в тот момент находился под влиянием жанров хард-рок и хеви-метал. В связи с этим барабанные партии стали более комплексными по сравнению с выработанными под влиянием панк-музыки в 1980-х.
Журналом Rolling Stone группа была названа «недостающим звеном между панком и глиттером», а в документальном фильме «Путешествие металлиста» — самой влиятельной глэм-метал-группой из когда-либо существовавших.

## Влияние
Несмотря на то, что группа никогда не была очень успешной в коммерческом плане, ей удалось стать культовой и заработать положительные отзывы критиков. 5 января 1985 года Hanoi Rocks попали почти в каждую категорию опросов, составленных журналом Sounds, включая «Лучший Альбом», «Лучшая Группа» и «Лучшая концертная деятельность», в которых они заняли пятое, второе и третье места соответственно.
Hanoi Rocks оказали влияние на различные группы, включая Guns N' Roses, а их внешний вид имитировался Poison, L.A. Guns и Ratt. Энди Маккой утверждал, что песня «Paradise City» Guns N' Roses состоит из различных гитарных рифов Hanoi Rocks. Примером этого, по его данным, может считаться припев, который является замедленной версией одного из рифов их песни «Lost in the City». Кроме того, вокалист Poison, Брет Майклс, в своей песне «Human Zoo» ссылается на Hanoi Rocks.
Участники групп Manic Street Preachers и Foo Fighters также называли себя фанатами Hanoi Rocks.. Alice in Chains в начале своей карьеры зачастую исполняли песню «Taxi Driver» из репертуара Hanoi Rocks. Существовали и финские группы, оказавшиеся под влиянием, в числе которых Negative и The 69 Eyes. В Финляндии Hanoi Rocks считаются рок-группой, в своё время пришедшей к наибольшей международной известности, лишь позднее уступая группам HIM, Nightwish, Stratovarius и Children of Bodom.
Hanoi Rocks повторно популяризовали внешний вид глэм-рок музыкантов 1970-х. В 2003 году во время интервью Нэсти Суисайд сказал, что он и Майкл Монро решили использовать косухи панк-рокеров, добавив к ним «элемент трансвестизма».

## Участники

### Последний состав
- Майкл Монро — вокал, клавишные, саксофон, губная гармоника, арфа (1979—1985, 2001—2009)
- Энди Маккой — соло-гитара, бэк-вокал (1980—1985, 2001—2009)
- Конни Блум — гитара, бэк-вокал (2004—2009)
- Энди «A.C.» Кристелл — бас-гитара, бэк-вокал (2005—2009)
- Джордж Атладжик — ударные (2008—2009)

### Другие участники
- Нэсти Суисайд — гитара (1979—1985)
- Стефан Пайснэк — гитара (1979—1980)
- Недо Соининен — бас-гитара (1979—1980)
- Печи Сирола — ударные (1979—1980)
- Туммпи Варонен — ударные (1980)
- Сэми Яффа — бас-гитара (1980—1985)
- Джип Касино — ударные (1980—1982)
- Раззл — ударные (1982—1984)
- Терри Чаймс — ударные (1984—1985)
- Рене Берг — бас-гитара (1985)
- Тимо Калтио — бас-гитара (1985)
- Лаку — ударные (2002—2008)
- Тимпа Лаине — бас-гитара (2002—2004)
- Костелло Хаутамяки — гитара (2002—2004)
- Стиви Классон — гитара (2004)

## Дискография

### Студийные альбомы
- Bangkok Shocks, Saigon Shakes, Hanoi Rocks (1981)
- Oriental Beat (1982)
- Self Destruction Blues (1982)
- Back to Mystery City (1983)
- Two Steps from the Move (1984)
- Twelve Shots on the Rocks (2002)
- Another Hostile Takeover (2005)
- Street Poetry (2007)

### Концертные альбомы
- All Those Wasted Years (1984)
- Rock & Roll Divorce (1985)